# Dawid Tyberiusz
Dawid Tyberiusz (gr. Δαβίδ Τιβέριος, ur. 7 listopada 631 (według innych źródeł 627) prawdopodobnie w Konstantynopolu, zm. prawdopodobnie pod koniec września 641 na Rodos) – bizantyński współcesarz u boku swojej matki Martyny i przyrodnich braci: Konstantyna III i Herakleonasa.

## Życiorys
Był najstarszym synem cesarza Herakliusza i jego drugiej żony  Martyny. 4 lipca 638 uzyskał tytuł cezara. 25 maja 641 został ogłoszony cesarzem. Po obaleniu Herakleonasa w listopadzie 641 roku został zesłany wraz z matką na Rodos, gdzie niebawem zmarł.